# 10775 Leipzig
10775 Leipzig è un asteroide della fascia principale. Scoperto nel 1991, presenta un'orbita caratterizzata da un semiasse maggiore pari a 2,4189214 UA e da un'eccentricità di 0,1453006, inclinata di 1,56943° rispetto all'eclittica.